# (500161) 2012 EW16
(500161) 2012 EW16 es un asteroide perteneciente al cinturón de asteroides, descubierto el 4 de marzo de 2008 por el equipo del Mount Lemmon Survey desde el Observatorio del Monte Lemmon, Arizona, Estados Unidos.

## Designación y nombre
Designado provisionalmente como 2012 EW16.

## Características orbitales
2012 EW16 está situado a una distancia media del Sol de 2,462 ua, pudiendo alejarse hasta 3,112 ua y acercarse hasta 1,813 ua. Su excentricidad es 0,263 y la inclinación orbital 8,580 grados. Emplea 1411,73 días en completar una órbita alrededor del Sol.

## Características físicas
La magnitud absoluta de 2012 EW16 es 16,5.